# José López Portillo, Motozintla
José López Portillo är en ort i Mexiko.   Den ligger i kommunen Motozintla och delstaten Chiapas, i den sydöstra delen av landet, 900 km sydost om huvudstaden Mexico City. José López Portillo ligger 967 meter över havet och antalet invånare är 141.
Terrängen runt José López Portillo är kuperad åt nordost, men åt sydväst är den bergig. Runt José López Portillo är det tätbefolkat, med 297 invånare per kvadratkilometer. Närmaste större samhälle är Huixtla, 11,3 km söder om José López Portillo. I omgivningarna runt José López Portillo växer i huvudsak städsegrön lövskog.